# Аведис Асланян
Аведис Асланян е български художник, живописец и график. Той работи в областта на приложната графика и портрета. Роден е на 18 декември 1924 във Варна.